# David Alba Fernández
David Alba Fernández (Seseña, 5 de mayo de 1999) es un futbolista español que juega como defensa central y centrocampista en el Nástic de Tarragona de la Primera División RFEF.

## Trayectoria
Nacido en el municipio de Seseña en Toledo, David se forma en las canteras del CD Seseña, Atlético de Madrid y Getafe CF. El 6 de mayo de 2018, aún sin haber jugado para el filial, debuta con el primer equipo del Getafe CF como titular en una victoria por 0-1 frente la UD Las Palmas.
El 26 de julio de 2021 se oficializa su incorporación al CD Leganés "B" de la Segunda RFEF.

## Clubes
| Club                | País   | Año             |
| ------------------- | ------ | --------------- |
| Getafe CF "B"       | España | 2018-2021       |
| Getafe CF           | España | 2018-2021       |
| CD Leganés "B"      | España | 2021-2023       |
| CF Fuenlabrada      | España | 2023-2025       |
| Nástic de Tarragona | España | 2025-actualidad |